# 宮崎日本大学中学校・高等学校
宮崎日本大学中学校・高等学校（みやざきにほんだいがくちゅうがっこう・こうとうがっこう, 英: Miyazaki Nihon University Junior and Senior High School）は、宮崎県宮崎市島之内に所在し、中高一貫教育を提供する私立中学校・高等学校。

## 概要
日本大学の準付属校である。
2020年現在の総定員数は1,530人（募集定員は500人）で、宮崎県内で最も定員数が多い高校である。
2004年から2006年まで文部科学省のスーパーイングリッシュランゲージハイスクール(SELHi)に指定されていた。
資格取得にも力を入れており、国家資格の基本情報技術者試験（FE）の午前科目免除制度の認定校にもなっている。
設置課程・学科
全日制課程 5学科
- 総合進学科
- 特別進学科 - 特進コース・SSCコース
- 英語進学科
- ICTソリューション学科 - ICTコース・マネジメントコース(2年次より選択)
- 芸術学科

## 沿革
- 1963年（昭和38年）
  - 4月1日 - 「宮崎日本大学高等学校」が開校。
  - 4月25日 - 開校式と第1回入学式を挙行。日本大学法学部学部長の加藤一雄が初代校長に就任。
  - 7月28日 - 宮崎市の寄附により、木造校舎3棟が宮崎市島之内6822の2（現在地）に完成。
- 1965年（昭和40年）3月31日 - 鉄筋コンクリート4階建ての本館が完成。
- 1968年（昭和43年）3月31日 - 体育館兼講堂が完成。
- 1969年（昭和44年）2月28日 - 鉄筋コンクリート3階建ての新館が完成。
- 1983年（昭和58年）3月31日 - 第2体育館が完成。
- 1984年（昭和59年）3月31日 - 特別棟が完成。
- 1986年（昭和61年）
  - 3月1日 - 宮崎日本大学中学校設置および学校法人名の変更が認可され、学校法人宮崎日本大学学園となる。
  - 4月1日 - 「宮崎日本大学中学校」が開校。中高一貫教育を開始。
  - 4月8日 - 中学校開校式を挙行。
  - 5月6日 - 桜俊館（男子寮）が完成。
- 1988年（昭和63年）
  - 1月9日 - 中学校校舎が完成。
  - 4月1日 - 高校に英語科・秘書科を新設。
  - 4月24日 - 駐輪場が完成。
- 1990年（平成2年）3月31日 - 桜俊館（女子寮）が完成。
- 1991年（平成3年）
  - 4月1日 - 高校、秘書科を秘書情報科に改編。
  - 7月1日 - 冷暖房を全館に完備。
- 1993年（平成5年）4月1日 - 高校、特別進学科を新設。英語科を英語進学科に改編。
- 1995年（平成7年）4月1日 - 高校、普通科を総合進学科に改編。国際商業科を新設。
- 1997年（平成9年）
  - 4月1日 - 高校、商業科を廃止。
  - 8月 - 高校、第79回全国高等学校野球選手権大会初出場。
- 1999年（平成11年）3月20日 - 第3体育館が完成。
- 2001年（平成13年）
  - 4月1日 - 高校、国際商業科と秘書情報科を廃止し、情報ビジネス学科と情報デザイン学科を新設。
  - 10月5日 - 第2グラウンドを整備。
- 2004年（平成16年）4月1日 - 文部科学省よりスーパー・イングリッシュ・ランゲージ・ハイスクール（SELHi）とIT人材育成プロジェクトの指定を受ける。
- 2006年（平成18年）8月31日 - 第二女子寮が完成。
- 2008年（平成20年）4月1日 - 高校、芸術学科を新設。
- 2015年（平成27年）8月 - 高校、第97回全国高等学校野球選手権大会出場[5]。
- 2020年（令和2年）12月 - 高校、第99回全国高等学校サッカー選手権大会出場。
- 2021年（令和3年）12月 - 高校、第100回全国高等学校サッカー選手権大会出場。

## 著名な出身者

### 野球
- 榊原聡一郎（2014年8月 - 2019年8月 同校硬式野球部監督）
- 加藤哲郎
- 堤内健
- 藤岡好明
- 下園辰哉
- 武田翔太
- 横山弘樹

### バレーボール
- 江口理代（引退・パイオニアレッドウィングス ←  ← 久光製薬鳥栖）
- 谷口雅美（引退・JTマーヴェラス ← 日立ベルフィーユ ← 小田急ジュノー）
- 船崎恵視（引退・PFUブルーキャッツ ← トヨタ車体クインシーズ ← トヨタ車体クインシーズ ← 茂原アルカス ← JTマーヴェラス）
- 松浦麻琴（引退・NECレッドロケッツ ← 日立佐和リヴァーレ）
- 田口絢佳（岡山シーガルズ）
- 中島咲愛（久光スプリングス）

### サッカー
- 水永翔馬
- 桑原一太
- 鈴木義宜
- 前田椋介

### 柔道
- 有川光誠
- 坂本大記
- 井上智和（警視庁）
- 宝寿栄
- 宝真由美
- 志々目徹
- 志々目愛
- 森崎由理江
- 能智亜衣美
- 髙野綺海
- 趙睦煕

### ゴルフ
- 永峰咲希
- 脇元華

### 相撲
- 金城興福（元大相撲力士）
- 木村行宏 (大相撲行司)

### 芸能
- やす (お笑い芸人)
- 永野（お笑い芸人）
- とろサーモン（お笑いコンビ）
- 今宿麻美（女優、ファッションモデル）
- 川添智久（LINDBERG）
- 松尾昭彦（ミュージシャン）
- 二見颯一（演歌歌手）
- いであやか（シンガーソングライター）
- GILLE（シンガーソングライター）
- 藤森元生（SAKANAMON）
- 窪田将治（映画監督）
- 若杉公徳（漫画家）
- 松本哲也（劇作家、演出家）
- 佐藤あいり（タレント）
- 桂南楽（落語家）

### 放送
- 伊賀透浩（宮崎放送アナウンス部長）
- 田代剛（元宮崎放送アナウンサー）
- 赤間瞳（元テレビ宮崎アナウンサー）

### その他
- 湯場忠志（プロボクサー）
- 中園直樹（小説家、詩人）

## 交通アクセス
最寄りの鉄道駅
- JR九州 日豊本線 「日向住吉駅」下車後、徒歩約15分

最寄りのバス停
- 宮崎交通 宮交シティバスセンターからバス「日大高校前」下車後すぐ

最寄りの道路
- 国道10号

## 周辺
- 宮崎北警察署住吉駐在所
- 住吉幼稚園
- 宮崎市立住吉小学校
- 宮崎市立住吉中学校
- 宮崎銀行住吉支店